# Nim Li Punit
Nim Li Punit est un site maya du sud du Belize. En langue maya actuelle, le nom du site Nim Li Punit est le grand chapeau.
Il existait une alliance entre deux sites : celui de Nim Li Punit et celui de Balam. Un nom d'un roi de Nim Li Punit nous est connu : Lajun Caan – 10 ciels, ce qui est aussi le nom de l'un des 5 aspects de Vénus. La stèle 1 montre le souverain Lajun Caan effectuant un rituel : il fait un autosacrifice.
Le glyphe-emblème du site est le plus souvent le poisson, mais sur la stèle 21 de Nim Li Punit le glyphe-emblème se lit syllabiquement kawam, terme qui désignerait selon l’hypothèse retenue, un oiseau, un rapace.
Ce site commence donc à avoir une histoire à la suite du déchiffrement de ses stèles.